# Mateo Hernández
Mateo Hernández Sánchez (Béjar, 1884-Meudon, 1949) fue un escultor español, reconocido fuera de España, fundamentalmente en Francia, gracias a su manejo de la "talla directa".

## Orígenes y primeros años
Nació en la localidad salmantina de Béjar el 21 de septiembre de 1884, en el seno de una familia de canteros, por lo que estuvo desde niño en contacto directo con la piedra.
Tras un tormentoso matrimonio con Petra Téllez se traslada a Salamanca en 1906, donde consigue, probablemente por la intervención de Miguel de Unamuno, una beca de la Diputación de Salamanca para estudiar en la Escuela Nacional de Bellas Artes. En el curso académico 1906-1907 se matricula en la asignatura de Dibujo y Modelaje del antiguo. No se matriculó en el curso siguiente pero permanece en Madrid, ya que el 30 de abril de 1908, al inaugurarse la Exposición Nacional de Bellas Artes, Mateo Hernández en Sección de Escultura expone un autorretrato y tres retratos, teniendo su domicilio en la calle de los Estudios, núm.10. 
Regresa a Salamanca donde permanece hasta finales de 1909 o primeros de 1910 que marcha a París. A su llegada a la capital de Francia, sin saber francés, se pierde. No sabía que hacer. Encuentra trabajo en una obra, y como tallaba bien la piedra, comenzó a ganar para vivir. Cuando Mateo Hernández marcha a París, en su pequeño equipaje lleva una carta de Miguel de Unamuno para Rubén Darío, al cual visita en la calle Herschel y en 1912 le hizo un busto en yeso por lo barato de la materia prima.
El 15 de mayo de 1912, Mateo Hernández tropieza con una joven francesa de dieciocho años, Fernande Carton Millet, diez años menor que él. Ella era una estudiante de magisterio, él un bohemio, mejor dicho un hombre solitario que consagra toda su vida a la creación del arte. Mateo y Fernande, desde aquel día, no volvieron a separarse hasta la muerte del escultor, salvo un paréntesis de catorce meses, que el picapedrero bejarano volvió a Salamanca.

## Etapa parisina
En París entra en contacto con la bohemia y comienza a trabajar la talla directa en bloques de piedra. Su tema preferido son los animales, dada su especial psicología para su trato con ellos y también dadas sus dificultades económicas para conseguir otros modelos.

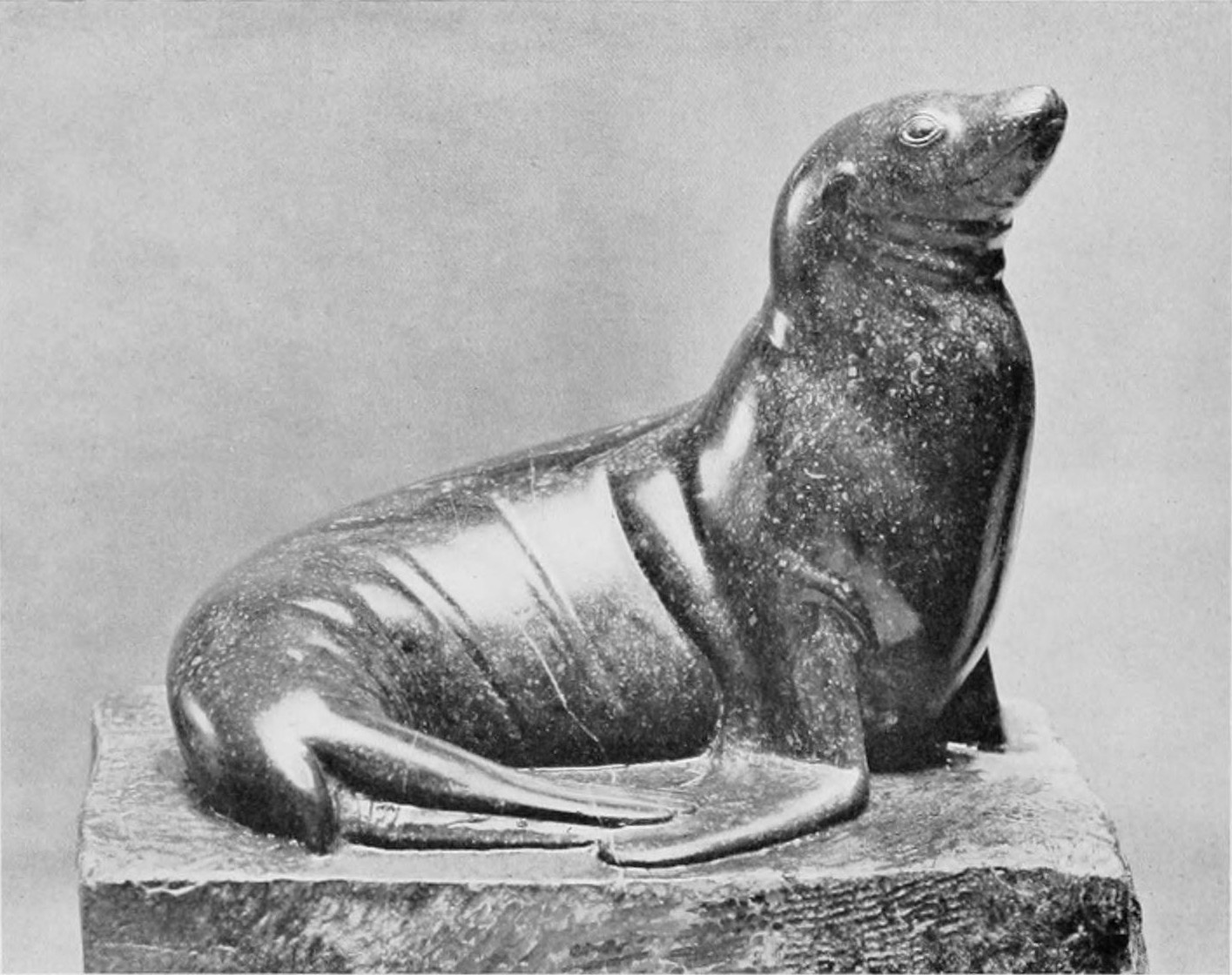
Escultura de Mateo Hernández

En 1920 en el Salón de Otoño de París consigue llamar la atención con varias de sus obras. Su Pantera es vendida al barón de Rothschild por 60 000 francos —un precio desorbitado para la época—, lo que le abre la puerta de la fama y el reconocimiento.
Comienza así un período en el que el artista va a poder trabajar con mayor desahogo económico y confianza. A finales de 1923 adquiere un bloque de diorita de dos metros de largo y durante más de dos años trabaja sobre una de sus obras más conocidas, La pantera de Java, después llamada Pantera Kerrigan, que se encuentra actualmente en el Metropolitan de New York aunque no expuesta al público. La obra se expondrá en la Exposición Internacional de Artes Decorativas de París del año 1925. Con ella consigue el Gran Premio de Escultura y su consolidación como escultor.
En torno a los años de la Exposición Internacional de 1925, realiza extraordinarias esculturas de arte animalista como La grulla coronada, expuesta en el Museo de Béjar o El águila real (esquisto), o bustos: Eugenio Pérez de Tudela y Miguel Ángel Asturias.

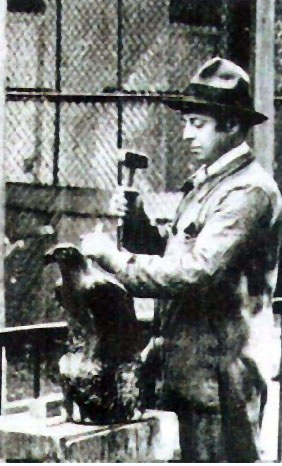
Foto de Mateo Hernández dando los últimos toques a la escultura de águila real.

Poco o nada conocido en España, en 1927 la Sociedad de Amigos del Arte organiza una exposición de obras de Mateo Hernández, que se celebra del 15 de enero al 6 de febrero. Mateo envió a Madrid 37 obras, entre ellas la famosa Pantera de Java. La infanta Isabel inaugura la exposición a las once de la mañana y por tarde, en privado, la visita el rey Alfonso XIII, como así también lo hicieron en días sucesivos la reina Victoria y otros miembros de la familia real. A la entrada, que era gratuita, se repartía, también gratuitamente, el catálogo de la Exposición prologado por Antonio Méndez Casal.

## Artista consagrado
Desde el año 1928, en que se instala en Meudon, hasta el comienzo de la Segunda Guerra Mundial, transcurren unos años caracterizados por su consagración definitiva como escultor. En la extensa finca de Meudon, el escultor va a realizar las obras de mayor tamaño, la escultura monumental que durante años había estado soñando.
El Museo de Artes Decorativas le dedica una exposición, entre febrero y marzo del año 28, que supone el reconocimiento oficial a su obra, que se verá sancionado con la concesión en 1930, por el presidente de la República Francesa, de la Legión de Honor. La exposición, que raramente se dedicaba a un artista no nacido en Francia, lograba unir gran variedad de obras. El catálogo lo prologó René-Jean, crítico de arte que siguió su obra desde sus primeras exposiciones. Años más tarde, con la exposición realizada en Nueva York, su obra adquiere resonancia universal.
En la II Guerra Mundial la actividad artística se vuelva a paralizar. Van transcurriendo los años y su salud empieza a resentirse. En contra del dictamen de los médicos, sigue trabajando en obras que requieren gran esfuerzo, como Osa y osezno que presentará en la exposición realizada en Otoño de 1949 recibiendo el Premio de Honor.

## Fallecimiento
El 25 de noviembre de 1949 fallece en Meudon. Será enterrado en medio del más completo silencio institucional. Debido a su republicanismo manifiesto y su escaso catolicismo, el traslado de sus restos a España —en pleno nacional-catolicismo— y su posterior entierro en Béjar estuvieron rodeados de retrasos y silencios oficiales, frente a la expectación y el orgullo de su pueblo natal. Al fallecer Mateo Hernández en la escasa documentación que de él obraba en el Consulado General de España en París, Certificado de nacionalidad expedido el 7 de enero de 1937, dos cartas de abril de 1937 sobre la negativa de Mateo de participar en el Pabellón de la Exposición Internacional de París y tres cartas de agosto de 1942 sobre la requisa de su finca por las fuerzas alemanas de ocupación, su estado civil era el de soltero, sin embargo, por coincidentes manifestaciones de sus amigos y personas que le conocían desde hacía tiempo, en el Consulado General de España en París se supo que Mateo Hernández había contraído matrimonio en España antes de instalarse definitivamente en París, por lo que el cónsul se abstuvo, por el momento, de reclamar a las autoridades francesas competentes la partida de defunción del escultor, dejando para cuando toda duda sobre el estado civil de Mateo quedase disipada la debida transcripción de la misma en el Registro Civil del Consulado General de España en París.
El testamento ológrafo de Mateo Hernández no contenía disposición alguna sobre su enterramiento, pero al conocer, el cónsul general que Mateo había manifestado repetidas veces a sus amigos y personas de su confianza, su deseo terminante de ser enterrado en Béjar, tampoco tomó decisión alguna sobre el traslado a Béjar de los restos mortales del finado hasta no aclarar su verdadero estado civil. El consulado solicita al Juzgado Municipal de Béjar certificación del estado civil de Mateo y se procede al embalsamamiento del cadáver y a la adquisición de una concesión funeraria en el cementerio de Meudon, que permitiera esperar el tiempo necesario para la repatriación.
El 29 de noviembre de 1949, el cadáver de Mateo Hernández, hasta que fuese posible su traslado a su pueblo natal, fue inhumado en el cementerio de Meudon, embalsamado y depositado en una caja de cinc, que precintada con los sellos del Consulado General de España en París, fue introducida en un arcón de roble con empuñaduras de plata.
El mismo día 29 de noviembre el embajador de España en París recibe un telegrama del alcalde de Béjar interesándose si Mateo Hernández había dejado dispuesto alguna cosa con respecto al traslado de su restos mortales a Béjar. El embajador informa de dicho telegrama al Ministro de Asuntos Exteriores y solicita instrucciones "ya que sería de buen efecto, a mi juicio, que Gobierno Español por su cuenta e iniciativa tomase disposiciones traslado y sepultura de restos del escultor" (telegrama núm.669 de la Embajada de España en París). Pocas horas después el embajador recibe un segundo telegrama del alcalde de Béjar, en el que le comunica la salida para París de Virgilio Hernández, sobrino del escultor, y Lino Sánchez, en calidad de delegado del Ayuntamiento, para ocuparse del traslado de los restos mortales de Mateo Hernández a Béjar. El ministro de Asuntos Exteriores toma una decisión salomónica. A la vista del interés del Ayuntamiento de Béjar, en el caso de que este no se hiciese cargo de los gastos originados, estos serían satisfechos por la Embajada. Una vez pasada la frontera el traslado sería cuenta exclusiva del Ayuntamiento bejarano. 
El 30 de noviembre el embajador de España en París recibe un telegrama cifrado del Ministerio de Asuntos Exteriores en el que se comunicaba la autorización del Ministro de la Gobernación para trasladar a España lo restos mortales de Mateo Hernández, dándose las órdenes oportunas al puesto fronterizo de Irún para facilitar el paso del cadáver. 
El 9 de diciembre el Consulado recibe del Juzgado Municipal de Béjar copia certificada del acta de matrimonio contraído entre Mateo Hernández y Petra Téllez el 21 de mayo de 1905. Al día siguiente,10 de diciembre, el cónsul general comunica al Ministro de Asuntos exteriores que el cuerpo embalsamado de Mateo Hernández llegará a la frontera de Irún el día 15 a las nueve de la mañana, aunque posteriormente, el día 12 de diciembre, el embajador informa al Ministro que los restos mortales de Mateo Hernández llegarían a la frontera de Irún el día 14 a las 16 horas. En la estación parisina de Orleans despidieron al féretro Fernande Carton, el cónsul general y el cónsul adjunto de España en París.

## El legado y el Museo
Sin embargo, había donado al Estado español una amplia colección de esculturas de su última época y algunas anteriores que había ido recuperando en los últimos años. En el conjunto destacan La Bañista, una de sus obras maestras, y su monumental El escultor sentado.
Aunque en un principio las obras se habían destinado al actual Museo Reina Sofía, finalmente el Estado las cede en depósito a la ciudad de Béjar, donde se exhibe medio centenar de piezas en el Museo Mateo Hernández situado en el antiguo Hospital de San Gil. 
En Béjar, una calle recibe su nombre.
En Salamanca, un instituto (IES Mateo Hernández) de educación secundaria lleva su nombre en el cual se puede encontrar una réplica de una estatua de un búho que se puede encontrar en un museo de Béjar. Además, una calle de la ciudad también recibe su nombre.
Algunos detalles del "Museo Mateo Hernández de Béjar".

Esculturas
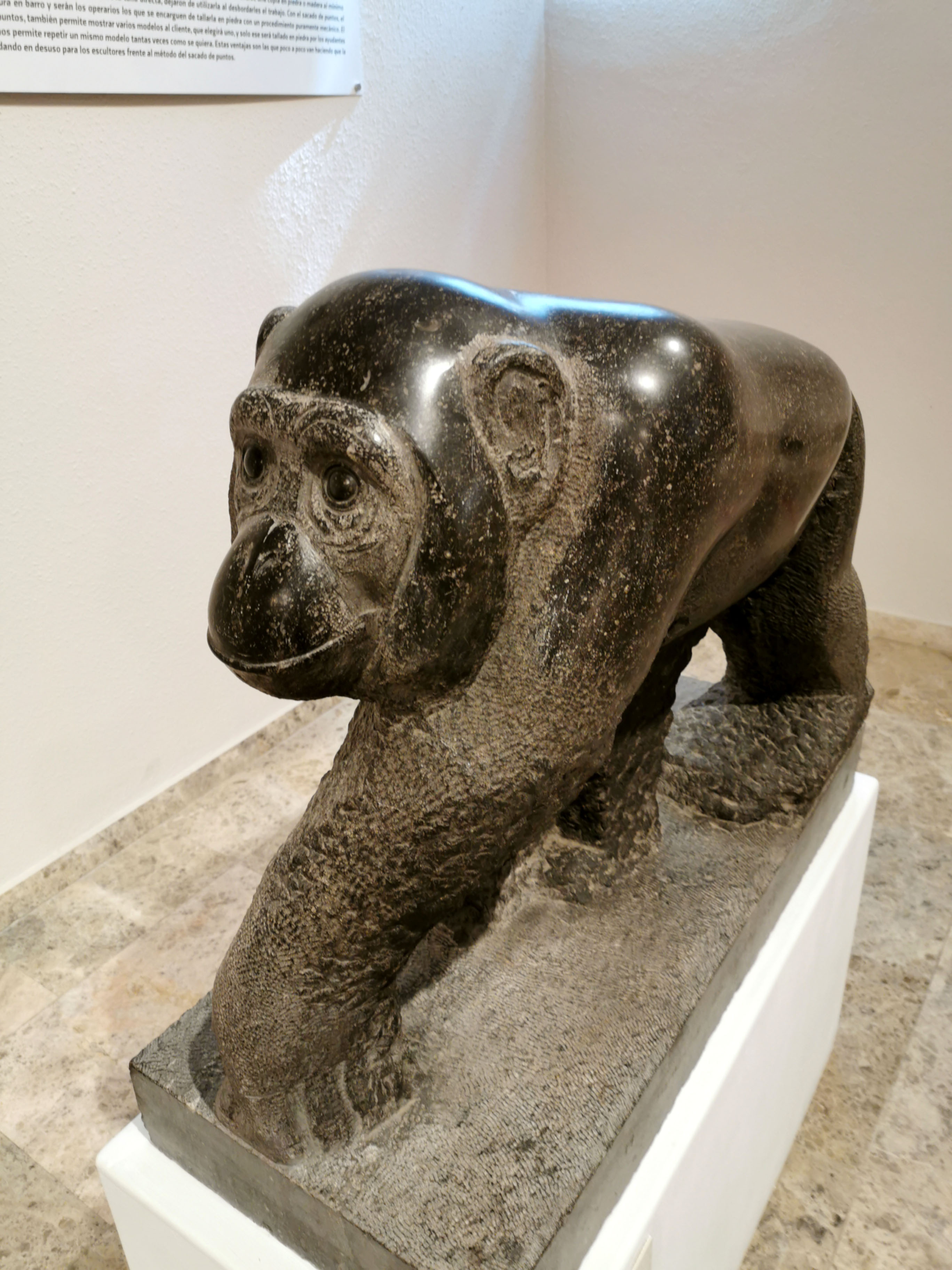
Escultura de Chimpancé
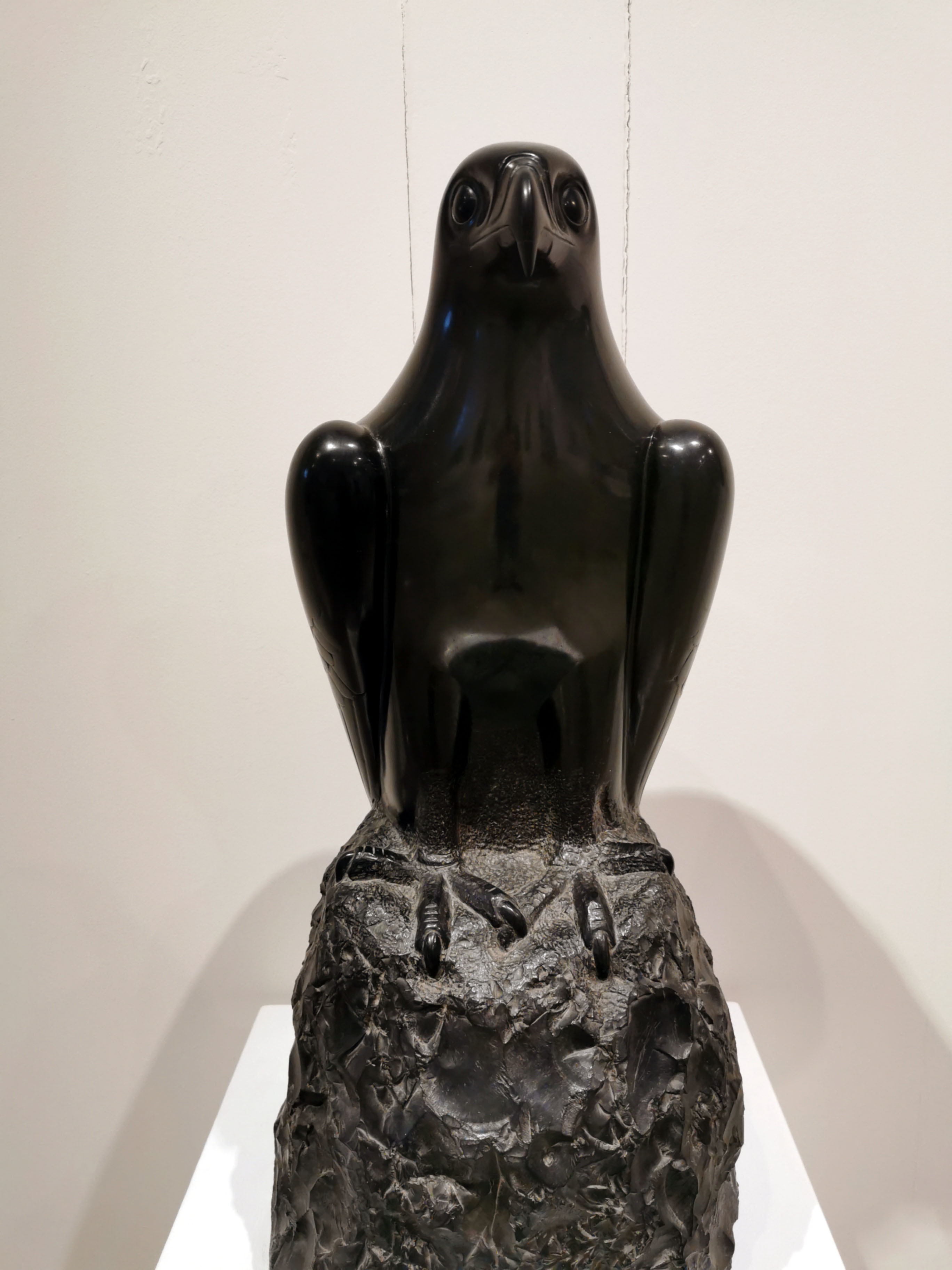
Escultura de Halcón
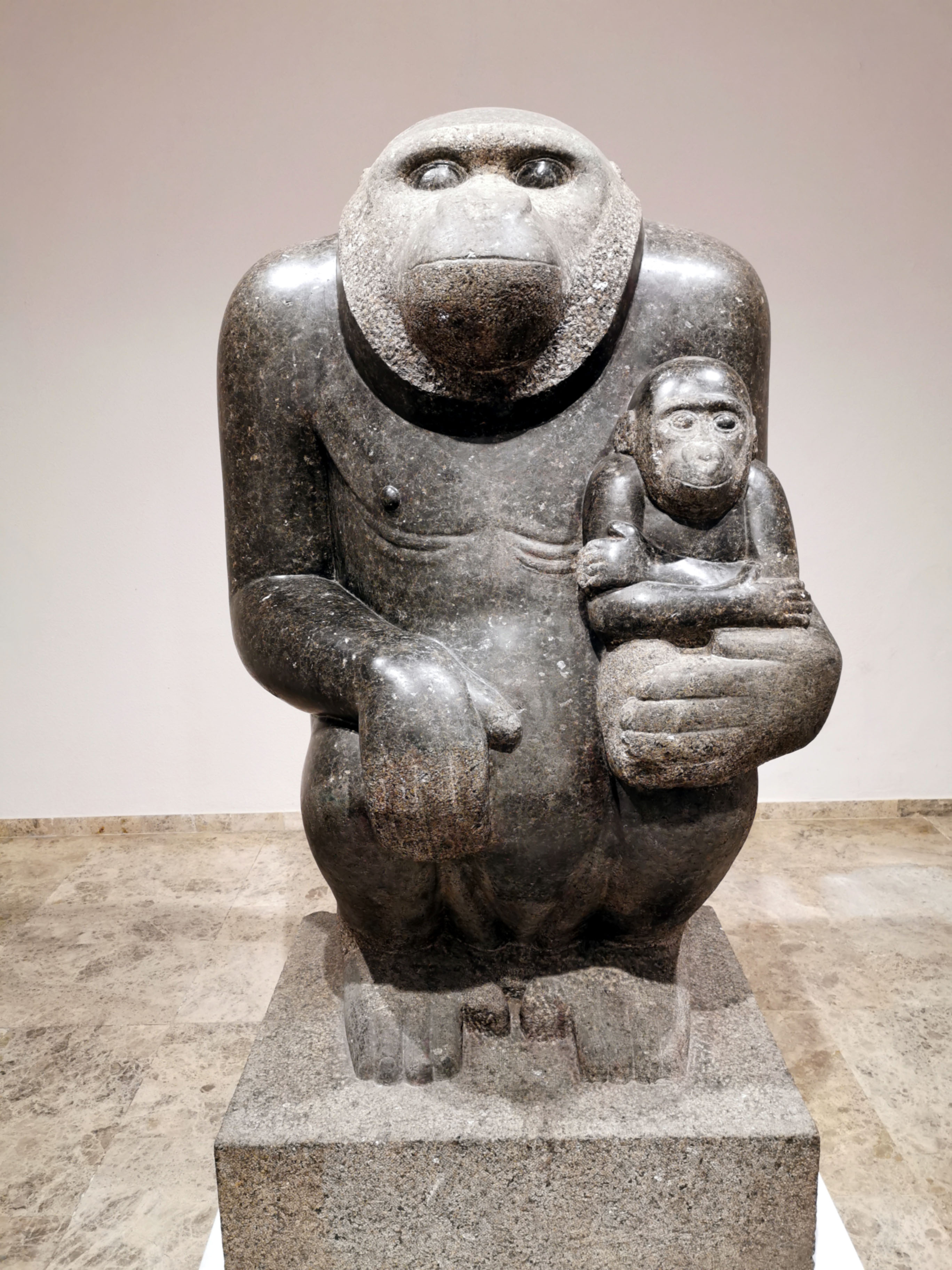
Escultura de Maternidad
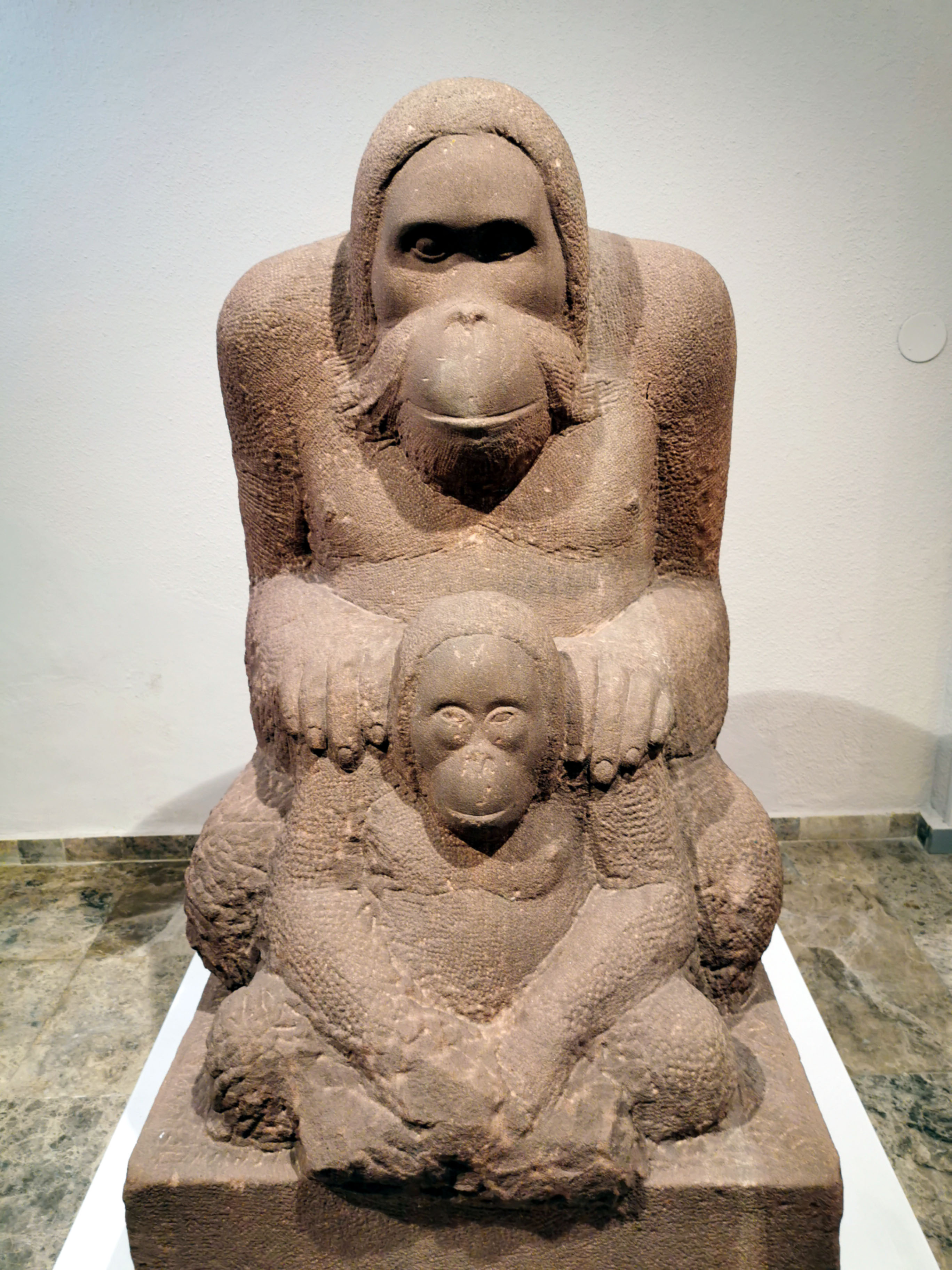
Escultura de Orangutanes